# Psora cerebriformis
Psora cerebriformis är en lavart som beskrevs av W. A. Weber. Psora cerebriformis ingår i släktet Psora och familjen Psoraceae.   Inga underarter finns listade i Catalogue of Life.